# Хасан, Али Махмуд
Али Махмуд Хассан, (араб. علي محمود حسن‎) — египетский борец греко-римского стиля, серебряный призёр олимпийских игр, чемпион мира и Европы.

## Биография
В 1947 году завоевал звание чемпиона Европы. 
На Летних Олимпийских играх 1948 года в Лондоне боролся в легчайшем весе (до 57 килограммов) По регламенту турнира борец получал в схватках штрафные баллы. Набравший 5 штрафных баллов спортсмен выбывал из турнира. В легчайшем весе борьбу вели 13 борцов.
К финальной встрече находился на первом месте, опережая Курта Петтерсена на два штрафных балла. Однако в финале проиграл, и завоевал серебряную медаль Олимпийских игр. 
| Выступление на Олимпийских играх 1948 года | Выступление на Олимпийских играх 1948 года | Выступление на Олимпийских играх 1948 года | Выступление на Олимпийских играх 1948 года | Выступление на Олимпийских играх 1948 года | Выступление на Олимпийских играх 1948 года | Выступление на Олимпийских играх 1948 года |
| Круг                                       | Соперник                                   | Страна                                     | Результат                                  | Баллы                                      | Всего баллов                               | Время схватки                              |
| ------------------------------------------ | ------------------------------------------ | ------------------------------------------ | ------------------------------------------ | ------------------------------------------ | ------------------------------------------ | ------------------------------------------ |
| 1                                          | Колле Лейзерович                           | Дания                                      | Победа По очкам                            | 2-1 -1                                     | -1                                         |                                            |
| 2                                          | Франческо Суппо                            | Италия                                     | Победа Туше                                | 0                                          | -1                                         | 5:49                                       |
| 3                                          | Курт Элиас                                 | Австрия                                    | Победа Туше                                | 0                                          | -1                                         | 8:14                                       |
| 4                                          | Эльвидио Фламини                           | Аргентина                                  | Победа Туше                                | 0                                          | -1                                         | 19:53                                      |
| 5                                          | Халиль Кая                                 | Турция                                     | Победа По очкам                            | 3-0 -1                                     | -2                                         |                                            |
| Финал                                      | Курт Петтерсен                             | Швеция                                     | Поражение По очкам                         | 0-3 -3                                     | -6                                         |                                            |

В 1950 году завоевал звание чемпиона мира. 
На Летних Олимпийских играх 1952 года в Лондоне боролся в легчайшем весе (до 57 килограммов). Регламент остался прежним. Набравший 5 штрафных баллов спортсмен выбывал из турнира. В легчайшем весе борьбу вели 17 борцов.
В первой же встрече проиграл будущему чемпиону Олимпиады Имре Ходошу и с соревнований снялся. 
| Выступление на Олимпийских играх 1952 года | Выступление на Олимпийских играх 1952 года | Выступление на Олимпийских играх 1952 года | Выступление на Олимпийских играх 1952 года | Выступление на Олимпийских играх 1952 года | Выступление на Олимпийских играх 1952 года | Выступление на Олимпийских играх 1952 года |
| Круг                                       | Соперник                                   | Страна                                     | Результат                                  | Баллы                                      | Всего баллов                               | Время схватки                              |
| ------------------------------------------ | ------------------------------------------ | ------------------------------------------ | ------------------------------------------ | ------------------------------------------ | ------------------------------------------ | ------------------------------------------ |
| 1                                          | Имре Ходош                                 | Венгрия                                    | Поражение По очкам                         | 0-3 -3                                     | -3                                         |                                            |